# Yves (film, 2019)
Pour les articles homonymes, voir Yves.
Pour plus de détails, voir Fiche technique et Distribution.
Yves est un film français réalisé par Benoît Forgeard et sorti en 2019.
Il est présenté à la Quinzaine des réalisateurs du festival de Cannes 2019.

## Synopsis
Jérem, un rappeur, s'installe chez sa grand-mère pour y enregistrer un album. Il fait la connaissance de So, enquêtrice pour le compte de la start-up Digital Cool. Elle le convainc de prendre à l'essai « Yves », un réfrigérateur connecté et intelligent, censé lui simplifier la vie. Petit à petit, l'appareil va se lier à Jérem et va même faire de lui une star, en devenant son prête-plume.

## Fiche technique
- Titre original : Yves
- Réalisation et scénario : Benoît Forgeard
- Photographie : Thomas Favel
- Montage : Maryline Monthieux
- Musique : Bertrand Burgalat (chansons composées par MiM et écrites par Tortoz[1])
- Direction artistique : Youna De Peretti
- Décors : Anne-Sophie Delseries
- Costumes : Annie Melza Tiburce
- Son : Laure Arto
- Production : Emmanuel Chaumet
- Société de production : Ecce Films
- SOFICA : Cinéventure 3
- Société de distribution : Le Pacte
- Budget : 2,9 millions d'euros
- Genre : comédie
- Pays d'origine :  France
- Langue originale : français
- Format : couleur - 1.85:1 - son 5.1
- Durée : 107 minutes
- Dates de sortie :
  - France : 23 mai 2019 (Quinzaine des réalisateurs)[2] ; 26 juin 2019 (sortie nationale)
  - Suisse : 9 juillet 2019 (Festival de Neuchâtel)

## Distribution
- William Lebghil : Jérem
- Doria Tillier : So
- Philippe Katerine : Dimitri
- Alka Balbir : Nicole
- Antoine Gouy : Yves, le frigo (voix)
- Darius : Roger Phila
- Anne Steffens	: Maître Fontanella
- Bertrand Burgalat : le juge Garonne
- Sébastien Chassagne : le dermatologue
- Clémence Boisnard : Laure
- Bruno Paviot : le musicologue
- Laura Clauzel : une invitée au bar de glace
- Vincent de Boüard : Vince, l'autre frigo (voix)

## Production
C'est en assistant à une conférence sur la robotique en 2012, que Benoît Forgeard a l'idée du scénario :

« Le directeur d'Aldebaran Robotics raconte le futur : un conducteur rentre tard d'une soirée, ses paupières tombent, sa voiture intelligente le détecte, en déduit qu'il s'endort. Sans prévenir, elle prend le contrôle, se gare et appelle un proche à la rescousse. Il raconte ça sérieusement. Ça ne fait rire personne, sauf moi. Je me dis : « Tiens, les appareils intelligents connectés vont renouveler considérablement le genre du vaudeville ». Et pas seulement celui-là. Leur installation parmi les humains ouvre des perspectives surréalistes. On va voir des gens parler à leur peigne et un fauteuil devenir médecin. La révolution technologique a beau nous angoisser, elle renferme un grand potentiel comique. Sous certains aspects, notre époque est peut-être la plus drôle jamais survenue. C'est la bonne nouvelle du film. »

— Benoît Forgeard
Il préfère situer son récit dans le présent, et non dans le futur : « Yves débarque dans un univers suranné. Dans la maison de la mémé de Jérem, il est comme un renard dans un poulailler. Il y a tellement à optimiser ! »
Le tournage débute le 29 janvier 2018 pour une durée de 38 jours. Il se déroule en Île-de-France.

## Accueil

### Accueil critique
Yves obtient une note moyenne de 3,4⁄5 sur le site AlloCiné, qui recense 35 titres de presse.
Pour Le Figaro, « le réalisateur nous met face à l’absurdité moderne, et notre dépendance aux objets connectés dans une scène érotique glaciale ou un concours de l’Eurovision comico-dystopique ». Pour Le Parisien, « dans cette farce signée Benoit Forgeard, les acteurs font ce qu’ils peuvent, mais rien ne fonctionne ».

### Box-office
| Pays ou région | Box-office     | Date d'arrêt du box-office | Nombre de semaines |
| -------------- | -------------- | -------------------------- | ------------------ |
| France         | 60 154 entrées | 14 août 2019               | 7                  |
| Total mondial  | 375 950 $      | -                          | -                  |